# Hans-Peter Wipplinger

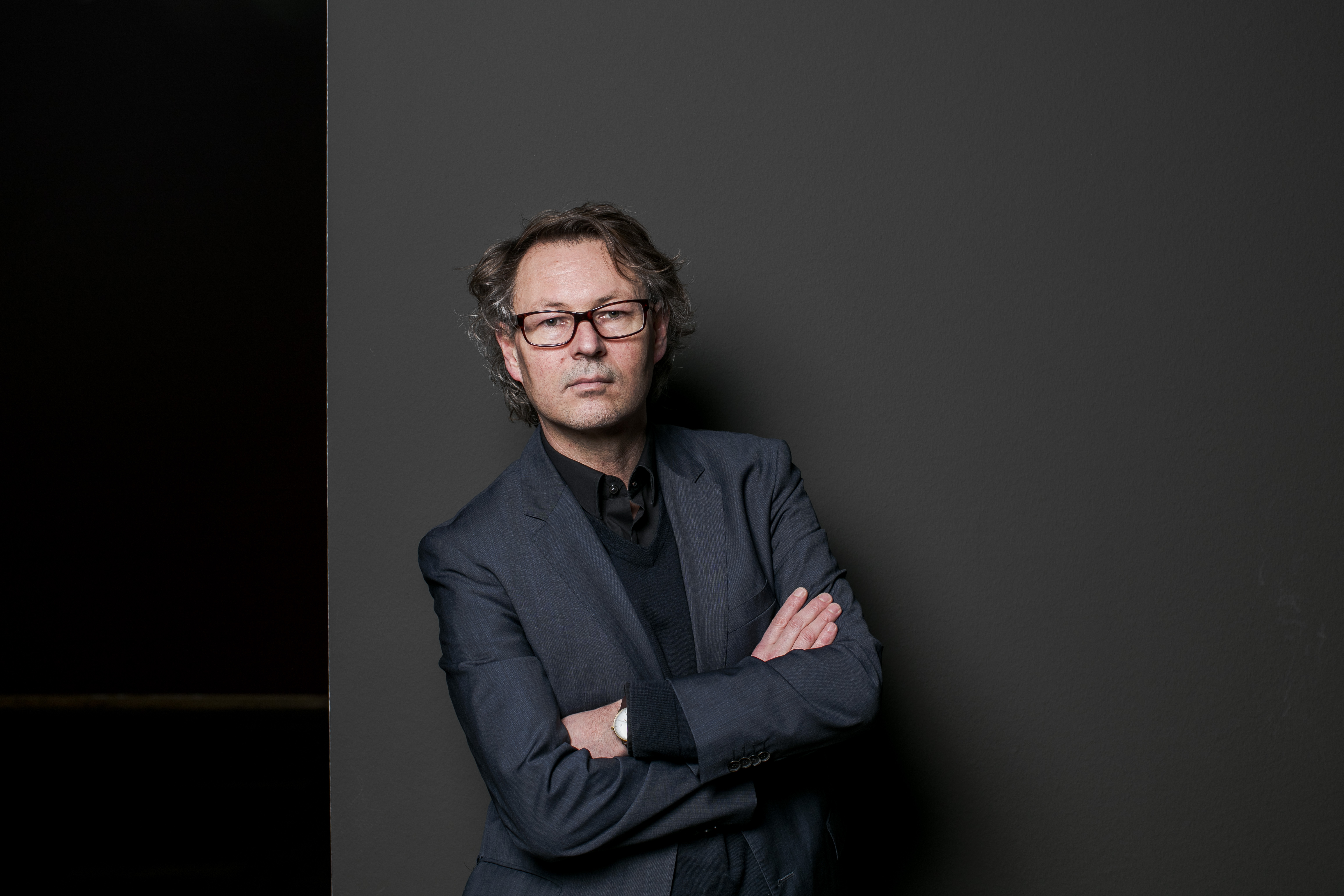
Hans-Peter Wipplinger, Direktor Leopold Museum, Wien (2016)

Hans-Peter Wipplinger (* 12. Januar 1968 in Schärding) ist ein österreichischer Ausstellungsmacher, Autor und Museumsdirektor.

## Werdegang
Hans-Peter Wipplinger studierte Kunstgeschichte, Theaterwissenschaft, Publizistik und Kommunikationswissenschaft an der Universität Wien. Er diplomierte über „Das Phänomen der Konstruktion von Geschichte. Erinnern und Vergessen – Wissenschaftlicher Geschichtsdiskurs versus künstlerische Annäherung zur Darstellung von Geschichte. Exemplifiziert am Beispiel der künstlerischen Arbeit des Spurensicherers und Gedächtniskünstlers Christian Boltanski“.
Hans-Peter Wipplinger arbeitete u. a. am OK. Centrum für Gegenwartskunst in Linz (1992–1994), am New Museum of Contemporary Art in New York (2000–2001) und bei der Viennale – Vienna International Film Festival (2001–2003). 1998 gründete er (gemeinsam mit Heide Linzer) das Unternehmen „art:phalanx – Kunst- und Kommunikationsbüro“, das sich der Konzeption, Finanzierung, Realisierung und Vermittlung von Kunst- und Kulturprojekten in Österreich widmete, und das er als geschäftsführender Gesellschafter bis Ende 2008 leitete.
Von 2003 bis 2007 war er in der Nachfolge von Gerwald Sonnberger Direktor des Museums Moderner Kunst in Passau, wo er unter anderem monografische Werkschauen zu Anna Jermolaewa (2004), Franz West (2004), Yoko Ono (2005), Jürgen Klauke (2006), Zoran Mušič (2007) und Dan Perjovschi (2007) kuratierte.
Von 2009 bis 2015 war er Direktor der Kunsthalle Krems, der Factory, des Kunstraum Stein sowie des AIR – artist-in-residence-Programm im niederösterreichischen Krems an der Donau. Zu seinen Aufgaben zählte am Beginn seiner Tätigkeit die ausstellungsprogrammatische Weiterentwicklung des Standortes der Kunstmeile Krems, die Neupositionierung einzelner Ausstellungsinstitutionen, die Kreation neuer Strategien im Bereich Corporate Identity, Corporate Design, Presse- und Öffentlichkeit sowie eine verstärkte Vernetzung mit internationalen Ausstellungsinstitutionen. In der Kunsthalle Krems kuratierte er vielbeachtete Retrospektiven zu Paula Modersohn-Becker (2010) oder Francis Picabia (2012), Personalen zu Joseph Beuys (2008), Daniel Spoerri (2011), Gelatin und Sarah Lucas (2011) sowie Themenausstellungen wie „Sehnsucht nach dem Abbild. Das Porträt im Wandel der Zeit“ (2009), „Nouveau Réalisme“ (2011) oder „Große Gefühle. Von der Antike bis zur Gegenwart“ (2013).
Gemeinsam mit Tomas Zierhofer-Kin, dem Intendanten des donaufestival Krems entwickelte er neue Präsentationsformate im Grenzbereich zwischen Performance, Sound-Kunst und Installation, um akustische, popkulturelle und performative Grenzen im Dialog mit bildender Kunst auszuloten. Im Rahmen dieser Kollaboration waren Künstler wie Douglas Gordon (2013), Tino Sehgal (2013), John Bock (2012), Jonathan Meese (2011), Ole Aselmann (2011), Franz Graf & Franz Pomassl, Magnus Arnason, Stilluppsteyppa etc.(2010) zu Gast in der Kunsthalle Krems.
Seit Juni 2015 ist er museologischer Direktor des Leopold Museum, wo er u. a. Retrospektiven zu Wilhelm Lehmbruck (2016), Ferdinand Hodler (2017), Zoran Mušič (2018) und Richard Gerstl (2019) sowie die Dialogausstellung „Carl Spitzweg – Erwin Wurm. Köstlich! Köstlich?“ (2017) und die Neupräsentation „Wien 1900. Aufbruch in die Moderne“ (2019) kuratierte. Im Oktober 2020 wurde er für weitere fünf Jahre als Direktor des Leopold Museum bestellt.
Wipplinger ist Kurator des Parlaments in Wien. Im Zuge der Generalsanierung wurde er im Herbst 2020 mit der Betreuung des zeitgenössischen Projekts in situ – Kunst im Parlament beauftragt.
Er war und ist Mitglied in verschiedenen Jurys und Beiratsgremien, u. a. für das österreichische Kulturministerium, für die Länder Niederösterreich, Oberösterreich, Salzburg und Tirol sowie im Kultursenat des Landes Niederösterreich; er ist Jurymitglied beim T-Mobile Art Award, Boston Consulting & Belvedere Art Award, Prag Art Award, Strabag Art Award und bei der Österreichischen Post AG.
Als Autor und Herausgeber verfasste er zahlreiche kunstwissenschaftliche Essays zur Kunst der Moderne wie zur zeitgenössischen Kunst.

## Kuratierte Ausstellungen
- 2001: Hiroshi Sugimoto. Movie Theaters/Drive Ins. Viennale – Vienna International Film Festival, Wien
- 2002: Yoko Ono. From My Window, Viennale – Vienna International Film Festival, Wien
- 2004: Gabriele Münter – Paula Modersohn-Becker – Margret Bilger. Den Blick als Frau gerichtet, Museum Moderner Kunst Passau
- 2004: Das Wunder Mensch. Internationale Fotokunst aus der Sammlung Gundlach, Museum Moderner Kunst Passau
- 2004: Franz West. Lost Eight, Museum Moderner Kunst Passau
- 2005: Die Ordnung der Natur, Museum Moderner Kunst Passau
- 2005: Pablo Picasso – Max Beckmann. Druckgrafik und Zeichnung, Museum Moderner Kunst Passau
- 2005: Yoko Ono. Retrospektive, Museum Moderner Kunst Passau
- 2005: Dietmar Brehm. Blickzwang, Museum Moderner Kunst Passau
- 2006: Erwin Bohatsch. Verläufe – Gradients, Museum Moderner Kunst Passau
- 2006: Jürgen Klauke. Hoffnungsträger. Aspekte des desaströsen Ich, Museum Moderner Kunst Passau
- 2006: Yves Klein. Der Sprung ins Leere. Pretiosen des Nouveau Réalisme, Museum Moderner Kunst Passau
- 2006: Jso Maeder. Vom Glück auf Erden, Museum Moderner Kunst Passau
- 2007: Miroslav Tichý; Artists for Tichý – Tichý for Artists, Museum Moderner Kunst Passau
- 2007: Zoran Music. Retrospektive, Museum Moderner Kunst Passau
- 2007: Dan Perjovschi. Hotel Europa, Museum Moderner Kunst Passau
- 2008: Gelitin, Constantin Luser, Ursula Mayer, Misha Stroj. Augarten Contemporary Belvedere Wien
- 2008: Joseph Beuys. Schamane, Kunsthalle Krems
- 2009: Sehnsucht nach dem Abbild. Das Porträt im Wandel der Zeit, Kunsthalle Krems
- 2009: Siggi Hofer. Heilige Freiheit, Kunsthalle Krems
- 2009: Bazon Brock. Zeig dein Liebstes gut, zeig dein liebstes Gut, Kunstraum Stein
- 2010: Thomas Palme. Rotten Home, Factory
- 2010: Paula Modersohn-Becker. Retrospektive, Kunsthalle Krems
- 2010: Franz Graf. Retrospektive, Kunsthalle Krems
- 2010: Lebenslust & Totentanz. Olbricht Collection, Kunsthalle Krems
- 2011: Nouveau Réalisme, Kunsthalle Krems
- 2011: Daniel Spoerri. Ein Augenblick für eine Ewigkeit. Das Frühwerk, Kunsthalle Krems
- 2011: Von Engeln & Bengeln. 400 Jahre Kinder im Porträt, Kunsthalle Krems
- 2011: Sarah Lucas – Hieronymus Bosch – Gelatin, Kunsthalle Krems
- 2012: John Bock, Kunsthalle Krems
- 2012: Francis Picabia. Retrospektive, Kunsthalle Krems
- 2012: Anna Jermolaewa, Kunsthalle Krems
- 2012: Thomas Feuerstein. Candylab, Kunsthalle Krems
- 2013: Große Gefühle. Von der Antike bis zur Gegenwart, Kunsthalle Krems
- 2013: Elfie Semotan, Personale, Kunsthalle Krems
- 2013: Kiki Kogelnik. Retrospektive, Kunsthalle Krems
- 2013: Yoko Ono. Half-A-Wind-Show, Kunsthalle Krems
- 2014: William Kentridge. Ten Drawings for Protection, Kunsthalle Krems
- 2014: Constantin Luser
- 2014: Martha Jungwirth. Retrospektive, Kunsthalle Krems
- 2014: Dominik Steiger. Retrospektive, Kunsthalle Krems
- 2015: Pipilotti Rist. Komm Schatz, wir stellen die Medien um & fangen nochmals von vorne an, Kunsthalle Krems (kuratiert gemeinsam mit Stephanie Damianitsch)
- 2015: Ernesto Neto, Kunsthalle Krems
- 2016: Wilhelm Lehmbruck. Retrospektive, Leopold Museum[8]
- 2017: Carl Spitzweg – Erwin Wurm. Köstlich! Köstlich?, Leopold Museum[9]
- 2017: Ferdinand Hodler. Wahlverwandtschaften von Klimt bis Schiele, Leopold Museum[10]
- 2018: Zoran Mušič. Poesie der Stille (kuratiert gemeinsam mit Ivan Ristić), Leopold Museum[11]
- 2019: Wien 1900. Aufbruch in die Moderne (Neupräsentation der Sammlung Leopold), Leopold Museum[12]
- 2019: Richard Gerstl. Inspiration – Vermächtnis (kuratiert gemeinsam mit Diethard Leopold), Leopold Museum[13]
- 2021: Josef Pillhofer. Im Dialog mit Cézanne, Giacometti, Picasso, Rodin ..., Leopold Museum[14]
- 2022: Alfred Kubin. Bekenntnisse einer gequälten Seele (In Zusammenarbeit mit August Ruhs), Leopold Museum[15]
- 2022: Hagenbund. Von der gemäßigten bis zur radikalen Moderne (kuratiert gemeinsam mit Dominik Papst und Stefan Üner), Leopold Museum[16]
- 2023: Egon Schiele from the Collection of the Leopold Museum – Young Genius in Vienna 1900 (kuratiert gemeinsam mit Diethard Leopold), Tokyo Metropolitan Art Museum[17]

## Herausgeberschaften und Schriften
- Jürgen Klauke. Hoffnungsträger. Aspekte des desaströsen Ich. Verlag für moderne Kunst, Nürnberg 2006, ISBN 3-938821-87-6.
- Joseph Beuys. Heilkräfte der Kunst. Herausgegeben mit Volker Rattemeyer und Axel H. Murken. Verlag Murken-Altrogge, Herzogenrath 2006, ISBN 978-3-935791-23-6.
- Jso Maeder. Vom Glück auf Erden. Herausgegeben von Hans-Peter Wipplinger und Simon Maurer. Verlag der Buchhandlung Walther König, Köln 2008, ISBN 978-3-86560-373-9.
- Joseph Beuys. Schamane. Herausgegeben mit Dieter Buchhart. Verlag für moderne Kunst, Nürnberg 2008, ISBN 978-3-940748-91-1.
- Adolf Frohner. Monographie. Herausgegeben mit Dieter Ronte. Verlag Christian Brandstätter, Wien 2009, ISBN 978-3-85033-280-4.
- Paula Modersohn-Becker. Pionierin der Moderne. Herausgegeben mit Rainer Stamm. Hirmer Verlag, München 2009, ISBN 978-3-7774-2631-0.
- Siggi Hofer. Heilige Freiheit. Verlag für moderne Kunst, Nürnberg 2009, ISBN 978-3-941185-75-3.
- Franz Graf. Schwarz heute jetzt… Verlag für moderne Kunst, Nürnberg 2010, ISBN 978-3-86984-025-3.
- Daniel Spoerri. Ein Augenblick für eine Ewigkeit. Verlag für moderne Kunst, Nürnberg 2010. ISBN 978-3-86984-166-3.
- Lebenslust und Totentanz. Olbricht Collection. Verlag der Buchhandlung Walther König, Köln 2010, ISBN 978-3-86560-852-9.
- Sarah Lucas – Hieronymus Bosch – Gelatin. Verlag der Buchhandlung Walther König, Köln 2011, ISBN 978-3-86335-053-6.
- Padhi Frieberger. Glanz und Elend der Moderne Verlag für moderne Kunst, Nürnberg 2012, ISBN 978-3-86984-345-2.
- Francis Picabia. Retrospektive Verlag der Buchhandlung Walther König, Köln 2012, ISBN 978-3-901261-50-3.
- Große Gefühle. Von der Antike bis zur Gegenwart Verlag für moderne Kunst, Nürnberg 2013, ISBN 978-3-86984-427-5.
- Martha Jungwirth. Retrospektive Kerber Verlag, Berlin, 2014, ISBN 978-3-901261-56-5.
- Dominik Steiger. Retrospektive Verlag der Buchhandlung Walther König, Köln, 2014, ISBN 978-3-901261-59-6.
- Pipilotti Rist. Komm Schatz, wir stellen die Medien um & fangen nochmals von vorne an. Verlag der Buchhandlung Walther König, Köln, 2015, ISBN 978-3-901261-61-9.
- Ernesto Neto. Verlag der Buchhandlung Walther König, Köln, 2015, ISBN 978-3-86335-786-3.
- Wilhelm Lehmbruck. Retrospektive. Verlag der Buchhandlung Walther König, Köln 2016, ISBN 978-3-9503018-8-5.
- Carl Spitzweg – Erwin Wurm. Köstlich! Köstlich? Verlag der Buchhandlung Walther König, Köln 2017, ISBN 978-3-9504025-7-5.
- Ferdinand Hodler. Wahlverwandtschaften von Klimt bis Schiele. Verlag der Buchhandlung Walther König, Köln 2017, ISBN 978-3-9504455-6-5.
- Zoran Mušič. Poesie der Stille. Verlag der Buchhandlung Walther König, Köln 2018, ISBN 978-3-9504518-1-8.
- mit Leopold Museum, Kunsthaus Zug, Matthias Haldemann (Hrsg.): Richard Gerstl. Inspiration – Vermächtnis. Verlag der Buchhandlung Walther König, Köln, ISBN 978-3-9504592-6-5.
- mit Ivan Ristić (Hrsg.): Deutscher Expressionismus. Die Sammlungen Braglia und Johenning. Verlag der Buchhandlung Walther König, Köln, ISBN 978-3-9504592-7-2.
- (Hrsg.): Hundertwasser – Schiele. Imagine Tomorrow. Verlag der Buchhandlung Walther König, Köln, ISBN 978-3-96098-765-9.
- (Hrsg.): Josef Pillhofer. Im Dialog mit Cézanne, Giacometti, Picasso, Rodin .... Verlag der Buchhandlung Walther und Franz König, Köln, ISBN 978-3-9504888-5-2.
- mit Ivan Ristić (Hrsg.): Die Sammlung Schedlmayer. Eine Entdeckung! Verlag der Buchhandlung Walther und Franz König, Köln, ISBN 978-3-9504888-6-9[18]
- mit Verena Gamper (Hrsg.): Ludwig Wittgenstein. Fotografie als analytische Praxis. Verlag der Buchhandlung Walther und Franz König, Köln, ISBN 978-3-9504888-8-3[19]
- Alfred Kubin. Bekenntnisse einer gequälten Seele. Verlag der Buchhandlung Walther und Franz König, Köln, ISBN 978-3-9504888-9-0[20]
- mit Stefan Kutzenberger (Hrsg.): Der Blick aus dem Rahmen. Schenkung Sammlung Klewan. Verlag der Buchhandlung Walther und Franz König, Köln, ISBN 978-3-9505185-1-1[21]
- mit Ivan Ristić (Hrsg.): Franz Hagenauer. Verlag der Buchhandlung Walther und Franz König, Köln, ISBN 978-3-9505185-2-8[22]
- Hagenbund. Von der gemäßigten zur radikalen Moderne. Verlag der Buchhandlung Walther und Franz König, Köln, ISBN 978-3-9505185-4-2[23]
- mit Daniela Gregori (Hrsg.): Tilla Durieux. Eine Jahrhundertzeugin und ihre Rollen. Verlag der Buchhandlung Walther und Franz König, Köln, ISBN 978-3-9505185-5-9[24]

## Auszeichnungen
Im Jahr 2019 erhielt Hans-Peter Wipplinger den viennaARTaward, einen der renommiertesten Kunstpreise Österreichs, und wurde im Jahr 2020 mit dem Bundesverdienstkreuz am Bande der BRD für herausragende Verdienste der deutsch-österreichischen Kulturbeziehungen gewürdigt.
Im März 2025 erhielt er das Österreichische Ehrenkreuz für Wissenschaft und Kunst I. Klasse.